# Epistola ad magistrum Theodorum
(Leonardo Fibonacci, Epistola ad magistrum Theodorum, incipit.)
L'Epistola ad magistrum Theodorum di Leonardo Fibonacci ci è stata tramandata senza l'anno di composizione all'interno del ms. E 75 Sup. della Veneranda Biblioteca Ambrosiana di Milano. 
Al suo interno si affrontano alcuni problemi di analisi indeterminata detti "problemi degli uccelli", alcuni dei quali si trovano discussi anche alla fine del capitolo XI del Liber abbaci. Il maestro Teodoro, cui l'epistola è indirizzata, è anche noto per una celebre disputa col beato Rolando da Cremona:
(G. Tiraboschi, Storia della letteratura italiana, vol IV.)
Il maestro Teodoro, che dalle fonti risulta essere stato un grande esperto di astrologia, appare inoltre nella seconda parte del Liber quadratorum a proposito di un quesito sui numeri quadrati. 

## Storia editoriale
La prima e unica edizione a stampa dell’Epistola ad magistrum Theodorum è stata curata da Baldassarre Boncompagni Ludovisi, che ne pubblicò il testo prima nel 1856 e poi nel 1862 secondo la lezione del manoscritto E 75 Sup. della Veneranda Biblioteca Ambrosiana di Milano.